# Verdrag van Olite
Het Verdrag van Olite was een overeenkomst tussen de koning van Aragón Johan II en de koning van Frankrijk Lodewijk XI die getekend werd op 12 april 1462.

## Voorgeschiedenis

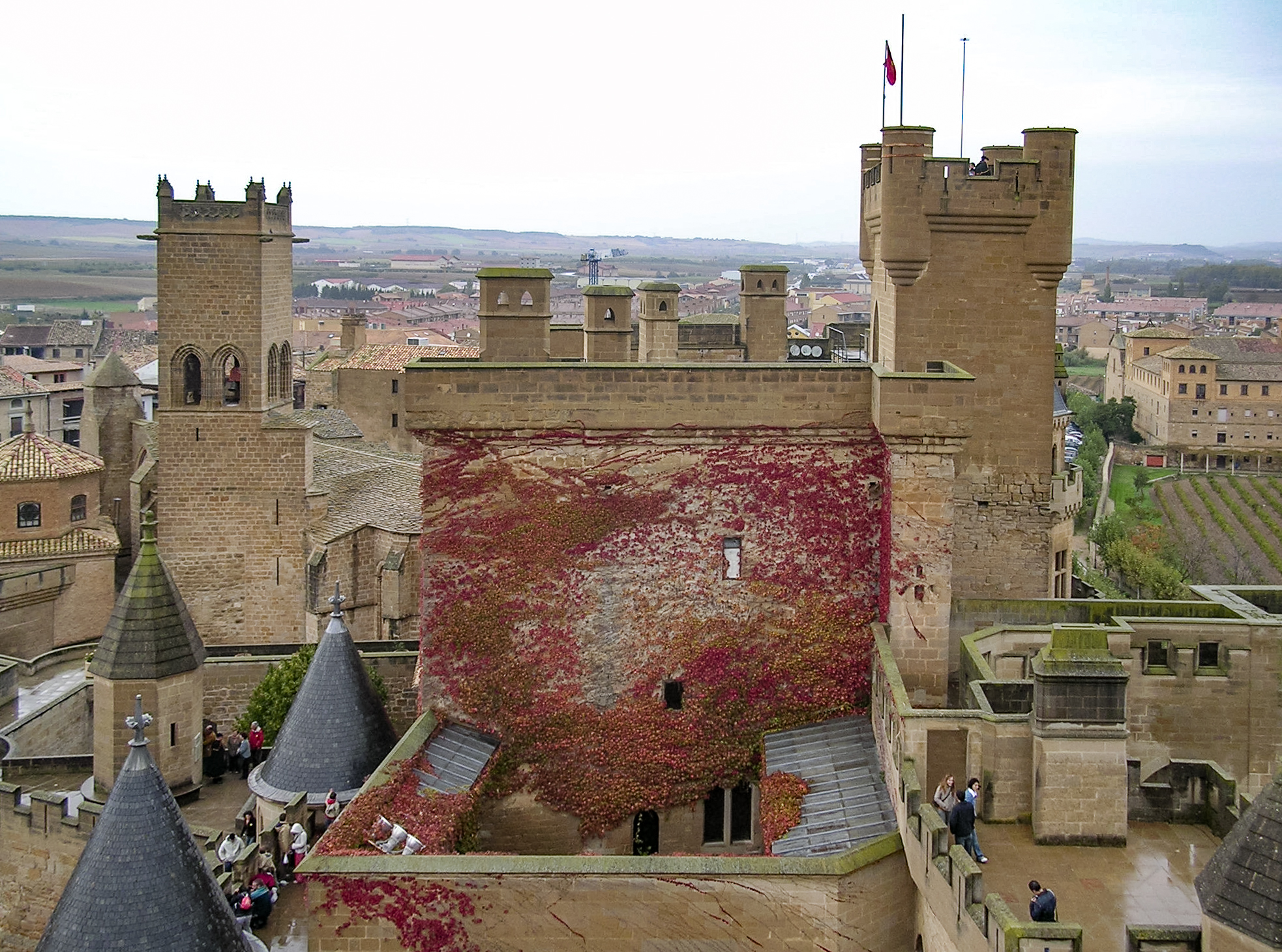
het Palacio Real de Olite in Olite

Johan, prins van Aragón trouwde in 1420 met Blanca I van Navarra. Hierdoor werd Johan koning-gemaal van Navarra en toen Blanca in 1441 stierf viel het koninkrijk hem volledig toe. Zijn zoon Karel van Viana uit het huwelijk met Blanca was echter door de Cortes erkend als officiële erfgenaam en had de titel Prins van Navarra meegekregen. Karel van Viana maakte aanspraak op Navarra en uiteindelijk raakten vader en zoon in een hevig conflict gewikkeld.

Karel werd hierbij gesteund door de Beaumonteses en door Johan II van Castilië terwijl Johan steun kreeg van de Agramonteses. Uiteindelijk moest Karel van Viana in 1452 het onderspit delven en werd hij gevangengenomen.
Karel werd daarna weer vrijgelaten op voorwaarde dat hij geen aanspraak meer zou maken op het koninkrijk van Navarra. Hij vertrok naar Italië.
In 1455 benoemde Johan II vervolgens Eleanore, dochter uit zijn tweede huwelijk met Johanna Enriquez, tot erfgenaam van het koninkrijk van Navarra. Eleanore was in 1441 getrouwd met Gastón IV van Foix. Johan II onterfde hiermee officieel zijn zoon Karel.
In 1458 stierf Alfons V van Aragón en werd Johan koning van Aragón met de titel Johan II. Hij zag zich vanwege politieke druk verplicht om de regering van Catalonië aan Karel van Viana over te dragen. Karel keerde in 1459 terug naar Navarra en werd vervolgens op 2 december 1460 opnieuw gevangengenomen. Hij werd gevangengezet in Aitona en later in Morella. Zijn aanhang protesteerde echter fel en Johan zag zich gedwongen hem op 25 februari 1461 weer vrij te laten.
Op 21 juni 1461, na de capitulatie van Villafranca del Panadés, erkende Johan II alsnog Karel van Viana als opvolger van de troon van Navarra.

Karel van Viana stierf echter op 23 september 1461. Hiermee werd zijn eerste kind, Blanca II van Navarra, officieel de troonopvolgster. Johan wil hier echter niets van weten en ging op zoek naar steun bij de Franse koning.

## Het verdrag van Olite
Lodewijk XI van Frankrijk had expansionistische ambities en voorzag dat de gebeurtenissen in Catalonië en Navarra voor hem gunstig zouden uitvallen.
Op 12 april 1462 tekende Gaston de Foix een overeenkomst met Johan II. Gaston tekende uit naam van de Franse koning een verdrag dat vooruitliep op een overeenkomst die even enkele weken later door Johan II van Aragon en Lodewijk XI zelf ondertekend zou worden. Door deze overeenkomst kreeg Johan II steun van de Franse koning in zijn strijd tegen de oppositie in Navarra en Catalonië.
De koning van Aragon stak daarna de Pyreneeën over terwijl Lodewijk XI hem vanuit Bordeaux tegemoet reed. De eigenlijke ontmoeting tussen beide vorsten vond vervolgens plaats op een veld nabij Salvatierra, tegenwoordig Sauveterre-de-Béarn, op 3 mei 1462. De overeenkomst van Olite werd hier aangepast en vervolgens door beide monarchen ondertekend. Lodewijk beloofde een troepenmacht te sturen van 700 lanzas (4200 ruiters met knechten en wapens) om de Catalanen te lijf te gaan. De koning van Aragón beloofde vervolgens 200.000 écu te betalen. Omdat hij niet over dit geld beschikte droeg hij als onderpand de graafschappen Rousillon en Cerdanya over aan de Franse koning. Het koninkrijk van Navarra zou volgens het verdrag toekomen aan Eleonora en Gaston van Foix.

## Vervolg
Hierna brak de Catalaanse Burgeroorlog uit die tot 1472 zou duren. De troepen van Lodewijk XI hielpen Johan II in de strijd tegen de Catalanen bij het ontzetten van Gerona, maar Johan was niet in staat om de beloofde som te betalen. Hierdoor viel Rousillon toe aan de Franse koning en behoort het tot de dag van vandaag aan Frankrijk.
De toewijzing van Navarra aan Eleonora betekende dat zijn dochter Blanca uit zijn eerste huwelijk met Blanca I de Navarra werd onterfd. Zij werd gevangengezet en stierf ten slotte op 2 december 1464 in de gevangenis van Torre Moncada in Orthez, onder vreemde omstandigheden, volgens sommigen vergiftigd met medeweten van haar vader.